# 刚果王国
刚果王国（1400年－1914年，刚果语：Wene wa Kongo）是位于非洲刚果河河口地区的古代部落联盟。在刚果王国的鼎盛时期，其疆域覆盖了西起大西洋海岸，东至宽果河，北起刚果河，南至宽扎河的广大地区。
葡萄牙人于15世纪后期到达刚果河地区，成为最先与刚果王国进行来往的欧洲民族。与西班牙人在美洲的征服不同，葡萄牙人试图与刚果建立友好的外交关系，并以其作为与刚果内地民族进行交往的媒介。1665年，刚果王安东尼奥一世在与葡萄牙军队的战争中阵亡，刚果王国从此陷入衰落。此后刚果王国名存实亡，分裂为多个互相敌对的公国，其昔日的国土成为葡萄牙人的殖民地。

## 名称

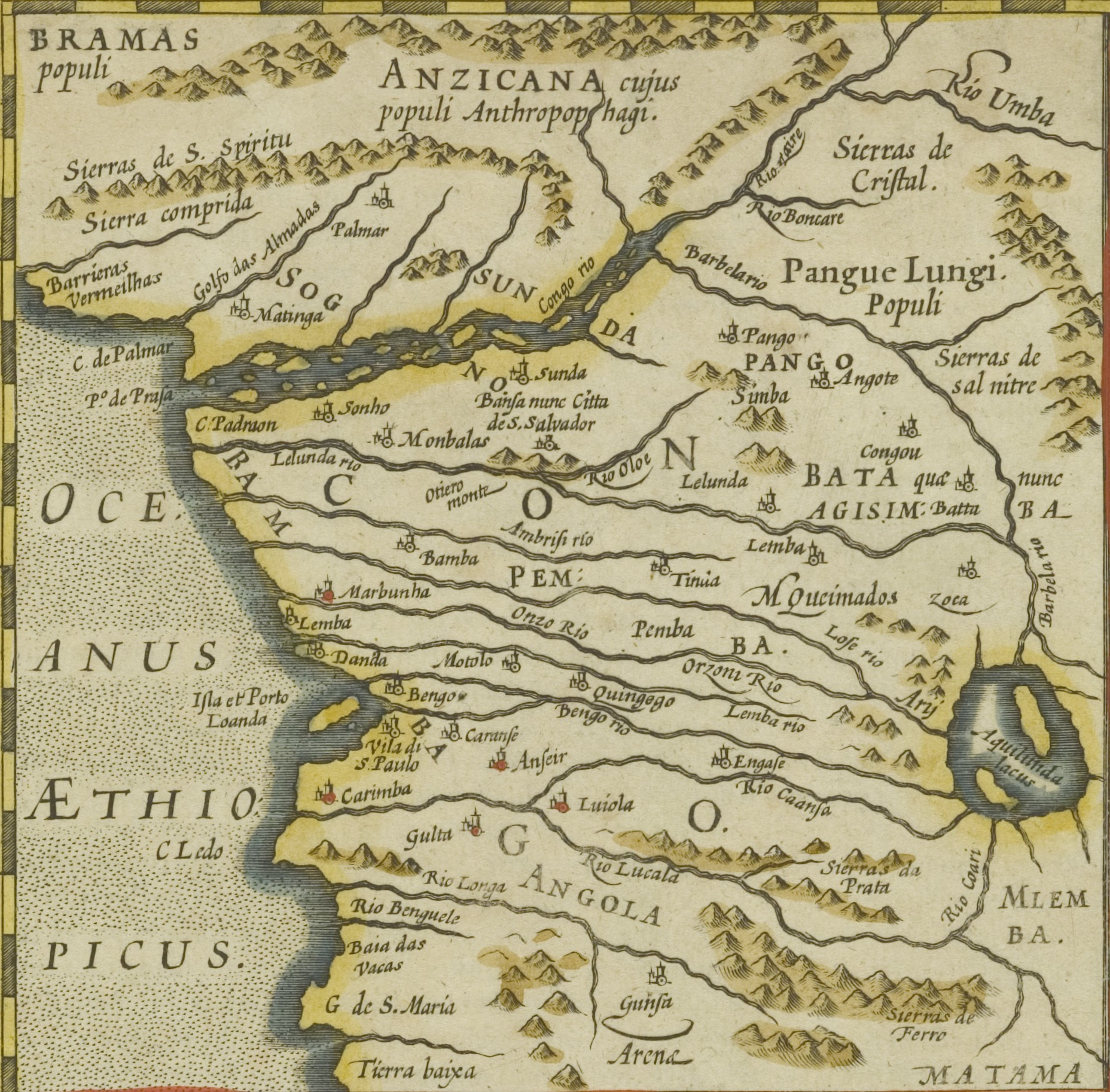
剛果歷史地圖1665年–1709年

刚果王国得名于刚果河，它是当地土著居民对今刚果河下游地区的称呼。刚果王国的统治者称“姆韦内刚果”，意为“刚果之王”。葡萄牙人将其发音讹为“马尼刚果”，并以此作为对刚果王国最高统治者的称呼。

## 早期历史
刚果古代居民在语言上属于班图语族，古代说刚果语的民族可能在班图人大迁徙时代从北方来到刚果河地区。刚果人早在公元前1000年即开始了农业活动，在约公元前400年开始发展冶铁工业。他们可能继承了尼日利亚的诺克文化的文明成就。在大西洋沿岸的考古发掘表明此地区在公元前后已经产生复杂的社会结构。
随着农业技术的发展和人口的增加，大约在公元10到11世纪，刚果河河口地区出现了早期的农业聚落，它们即为刚果王国的雏形。刚果人由于没有文字，因此与葡萄牙人接触之前的刚果王国历史没有被记载下来，只有在当地人的传说中对其历史有零星描述。1483年，葡萄牙探险家迪奥戈·康的船队到达刚果，此时的刚果王是恩济加·恩库武。直到16世纪晚期，刚果王国早期历史的传说被第一次以书面形式记录下来，这些资料成为后世研究刚果王国历史的重要参考。
由于与葡萄牙人的贸易活动以及在葡萄牙人的帮助下对周边部落的征服，刚果王国在16世纪得到了迅速发展，成为当地的主要政治势力。其都城为姆班扎剛果。

## 姆布维拉之战
16世纪初期，刚果王国与葡萄牙之间建立了良好的贸易和外交关系，两国互派使节，并通过谈判和签订条约的方式解决争端。1575年葡萄牙在安哥拉建立了新的殖民地，随着葡萄牙的势力在此地区的稳固确立，葡萄牙与刚果之间的关系开始恶化。
1622年，葡萄牙人违背了与刚果王国签订的友好条约，派军队侵入刚果南部地区，在姆布姆比之战中击败当地守军。刚果王佩德罗二世闻讯后亲率大军，在姆巴姆巴之战中重创入侵的葡萄牙军队。随后佩德罗二世请求与荷兰人结成联盟，希望将葡萄牙人驱逐出安哥拉地区。荷兰人并未立即答复。1641年荷兰人攻占魯安達时，刚果军队前来助阵，迫使葡萄牙人向内地撤离。但刚果-荷兰联军未能彻底打败葡萄牙人，荷兰人最终在1648年被葡萄牙人赶出安哥拉。
荷兰人撤离后，安哥拉的葡萄牙政府开始对刚果王国展开报复行动，并用强硬手段支持当地的奴隶贸易。安哥拉和刚果之间的一个名为德姆波斯的地区受到进攻。刚果王安东尼奥一世便与西班牙人谈判，希望缔结新的联盟以抗击葡萄牙人。同时他向德姆波斯派出使节，劝说他们与刚果一起反抗葡萄牙人。1665年，该地区名为姆布维拉的一个小国正在经历王位纷争，两派分别向刚果王国和安哥拉政府求援。双方均作出了回应。
刚果王国的军队与葡萄牙军队交战于1665年10月29日，史称姆布维拉之战。葡萄牙军队打败刚果军队，并将国王安东尼奥一世斩首。葡萄牙人虽占领刚果王国，但却并无实际统治权力，刚果王国分裂为多个互相竞争的小国，它们为获得对刚果的绝对统治权而爆发内战。战争持续半个世纪之久，对刚果的经济和文化发展造成严重损害，刚果王国繁盛时期的政治威望也不复存在。